# Przylaski (województwo zachodniopomorskie)
Przylaski – opuszczona, niezamieszkana osada w Polsce, położona w województwie zachodniopomorskim, w powiecie kołobrzeskim, w gminie Kołobrzeg. Miejscowość wchodzi w skład sołectwa Stramnica.
Nazwę Przylaski wprowadzono urzędowo rozporządzeniem w 1948 roku, zastępując poprzednią niemiecką nazwę leśniczówki Wickenberg.